# Kufr 'Awan
Kufr 'Awan (كفرعوان în arabă) este un sat din Departamentul Kourah, Guvernoratul Irbid, Iordania. Este unul dintre cele cinci districte metropolitane ale comunei Barqash.

## Geografie
Satul Kafr Awan este situat între patru sate: Jdita și Kafr Abel din sud și sud-vest și Beit Ides și Kafrrakeb la nord. Și se află la 73 km de capitală, Amman. Orașul Kafr Awan este situat în mijloc, ceea ce îl face aproape de vale, iar pe de altă parte, este aproape de zona montană din guvernoratul Ajloun, care este un oraș vechi, adică Kafr Awan, adică ferme medii, și se bucură de frumusețea naturii sale, în special vara și primăvara.